# Лео Гепп (ветеринар)
Лео Гепп (нім. Leo Hepp; 24 червня 1871, Менген — 22 жовтня 1950, Тюбінген) — німецький військовий ветеринар, доктор ветеринарії, генерал-лейтенант ветеринарної служби рейхсверу (31 березня 1929), генерал-майор ветеринарної служби вермахту (1 липня 1940).

## Біографія
Учасник Першої світової війни, головний ветеринар 3-го армійського корпусу. Після демобілізації армії залишений в рейхсвері. З 1919 року — консультант командного управління рейхсверу у Вюртемберзі. З 1920 року — головний ветеринар 5-ї дивізії, з 1 жовтня 1925 року — 2-го групового командування. З 27 серпня 1928 року — член Наукового сенату з питань військової ветеринарії. 31 березня 1929 року звільнений у відставку.
1 липня 1938 року переданий в розпорядження вермахту. З 1939 року — головний ветеринар 25-го армійського корпусу і командир 5-го запасного ветеринарного батальйону. 10 грудня 1941 року відправлений в резерв ОКГ, в якому перебував до 31 березня 1943 року. 31 серпня 1943 року остаточно звільнений у відставку.

## Нагороди
- Столітня медаль (22 березня 1897)
- Залізний хрест 2-го і 1-го класу
- Орден Фрідріха (Вюртемберг), лицарський хрест 1-го класу з мечами
- Медаль «За відвагу» (Гессен)
- Хрест «За вислугу років» (Вюртемберг) 1-го класу
- Почесний хрест ветерана війни з мечами
- Медаль «За Атлантичний вал»
- Хрест Воєнних заслуг 2-го класу з мечами